# Herdenkingsmonument (Monceau-Imbrechies)

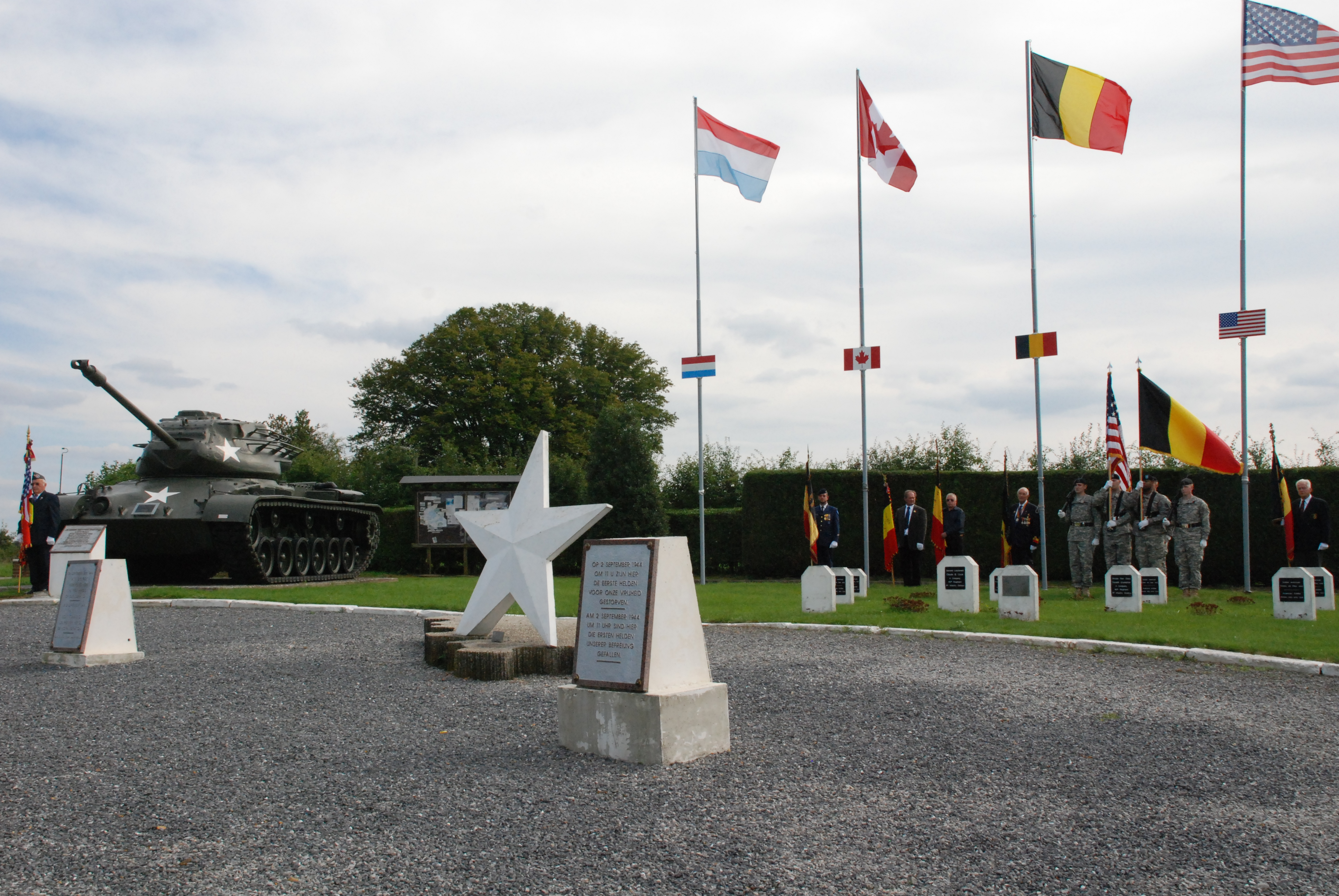

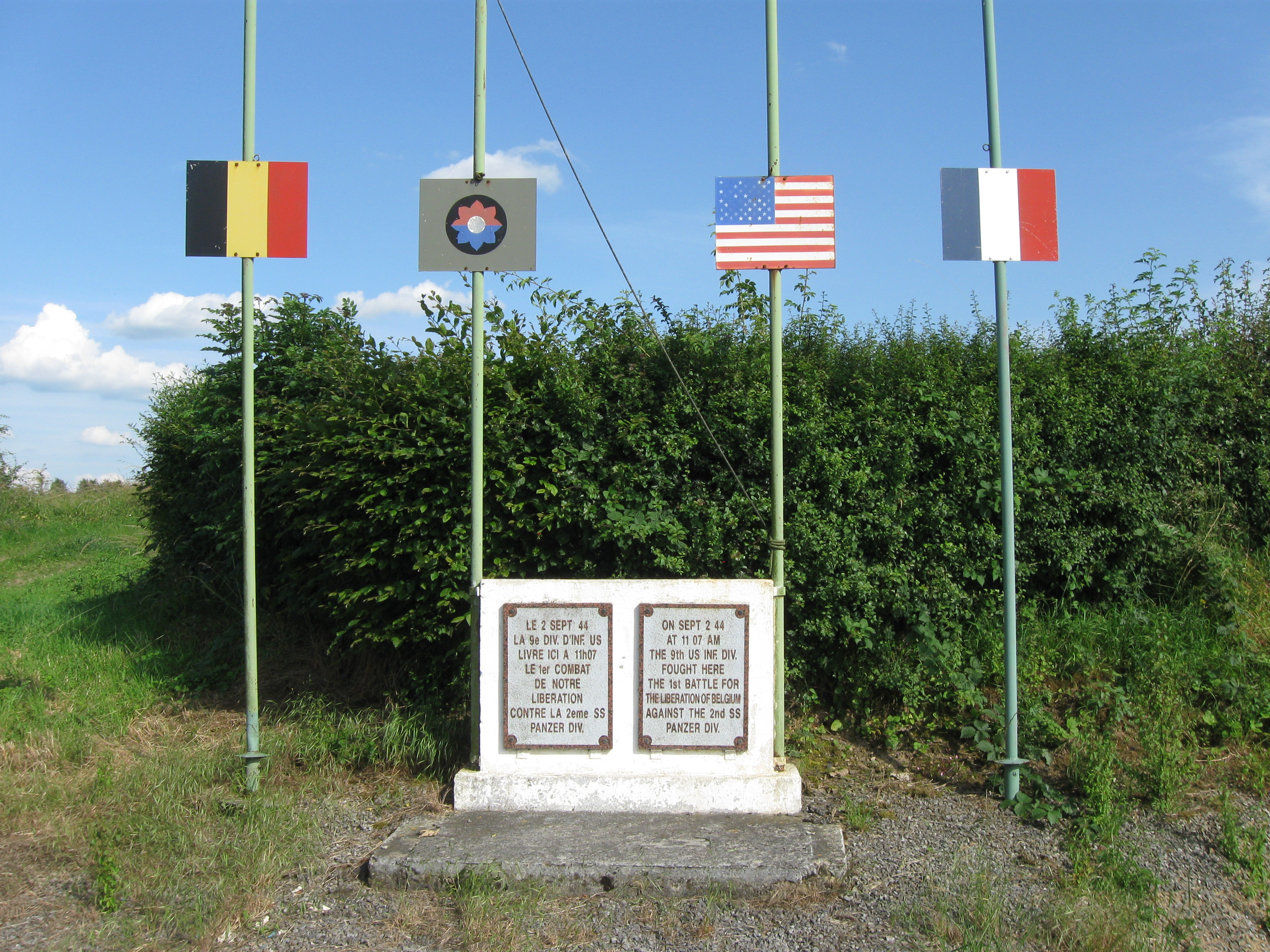

Het Herdenkingsmonument is een oorlogsmonument en bevrijdingsmonument in Monceau-Imbrechies in de Belgische gemeente Momignies. Het monument herdenkt de actie en de slachtoffers van de 9de Amerikaanse Infanterie Divisie, die als eerste van de geallieerde troepen Belgisch grondgebied bereikte. Het tankmonument staat aan de Rue de la Carrière ten noordwesten van het dorp. De Amerikaanse tank is van het type M47 Patton.
Het monument bestaat uit twaalf witte grafstenen met namen, een tank, een houwitser en zeven vlaggenstokken met erop plaquettes van zeven vlaggen, op de voorgrond waarvan een witte ster aan de rand van een plattegrond van België de start van de bevrijding door de Amerikanen symboliseert.
Niet ver van het monument ligt het Musée 40-44 Lieutenant Cook.

## Geschiedenis
Tijdens de Tweede Wereldoorlog viel hier de eerste dode aan de kant van de geallieerden in België.
De plaquette vermeldt:

On September 2nd 1944, at 11 o'clock were killed here the first heroes of our liberation